# Tsenpo
 (décembre 2016).
Si vous disposez d'ouvrages ou d'articles de référence ou si vous connaissez des sites web de qualité traitant du thème abordé ici, merci de compléter l'article en donnant les références utiles à sa vérifiabilité et en les liant à la section « Notes et références ».
Le titre de tsenpo (tibétain : བཙན་པོ, Wylie : bTsan Po, THL : tsenpo ; chinois simplifié : 赞普 ; pinyin : zànpǔ) ou trulgyilha tsenpo (tibétain : འཕྲུལ་གྱི་ལྷ་བཙན་པོ་, Wylie : 'phrul gyi lha btsan po, THL : trulgyilha tsenpo ; chinois simplifié : 圣神赞普 ; pinyin : shèngshén zànpǔ) est le titre donné à l'empereur dans l'Empire du Tibet (629 – 877), d'après l'ouvrage « Le Festin des Sages ».

## Traduction
Tsenpo se traduit par empereur

### notes et références
1. ↑  (en) Christopher I. Beckwith, The Tibetan Empire in Central Asia, 2020, 292 p. (ISBN 9780691216300, lire en ligne), p. 14.